# Alusuisse

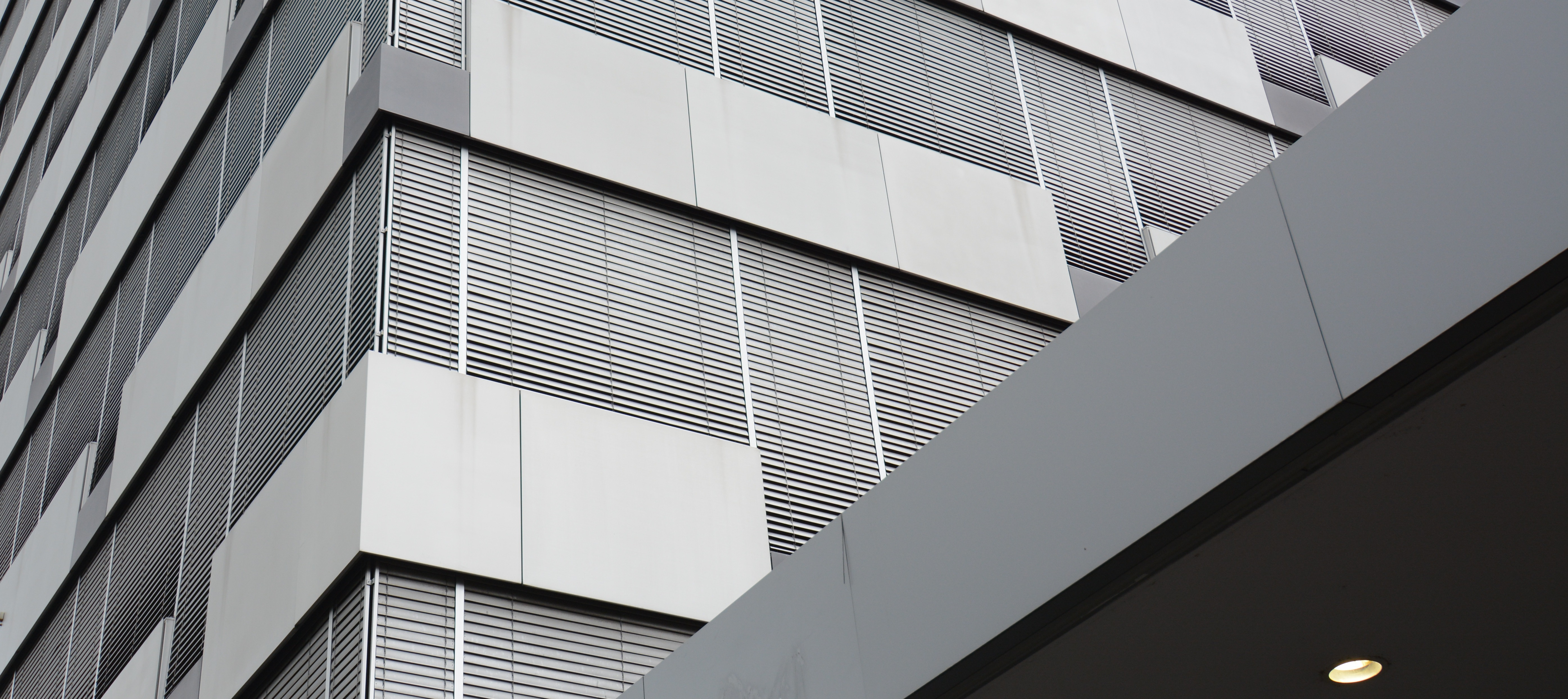
Alusuisse, Zürich-Altstetten

Die Schweizerische Aluminium AG, kurz Alusuisse, war ein Unternehmen, das auf die Herstellung und Verarbeitung von Aluminium spezialisiert war. Es entstand 1963 durch die Umbenennung der 1888 gegründeten Aluminium-Industrie Aktiengesellschaft (AIAG) hervor und hatte seinen Sitz in Zürich, Die AIAG betrieb die erste Aluminiumhütte Europas in Neuhausen am Rheinfall. Nach verschiedenen Fusionen und Übernahmen gingen die verbleibenden Betriebe und Vermögenswerte an den kanadischen Alukonzern Alcan für die Herstellung sowie an die französische Constellium für die Weiterverarbeitung über. Daraus gingen die heute in der Schweiz für die Produktion zuständige Novelis hervor.

## Geschichte

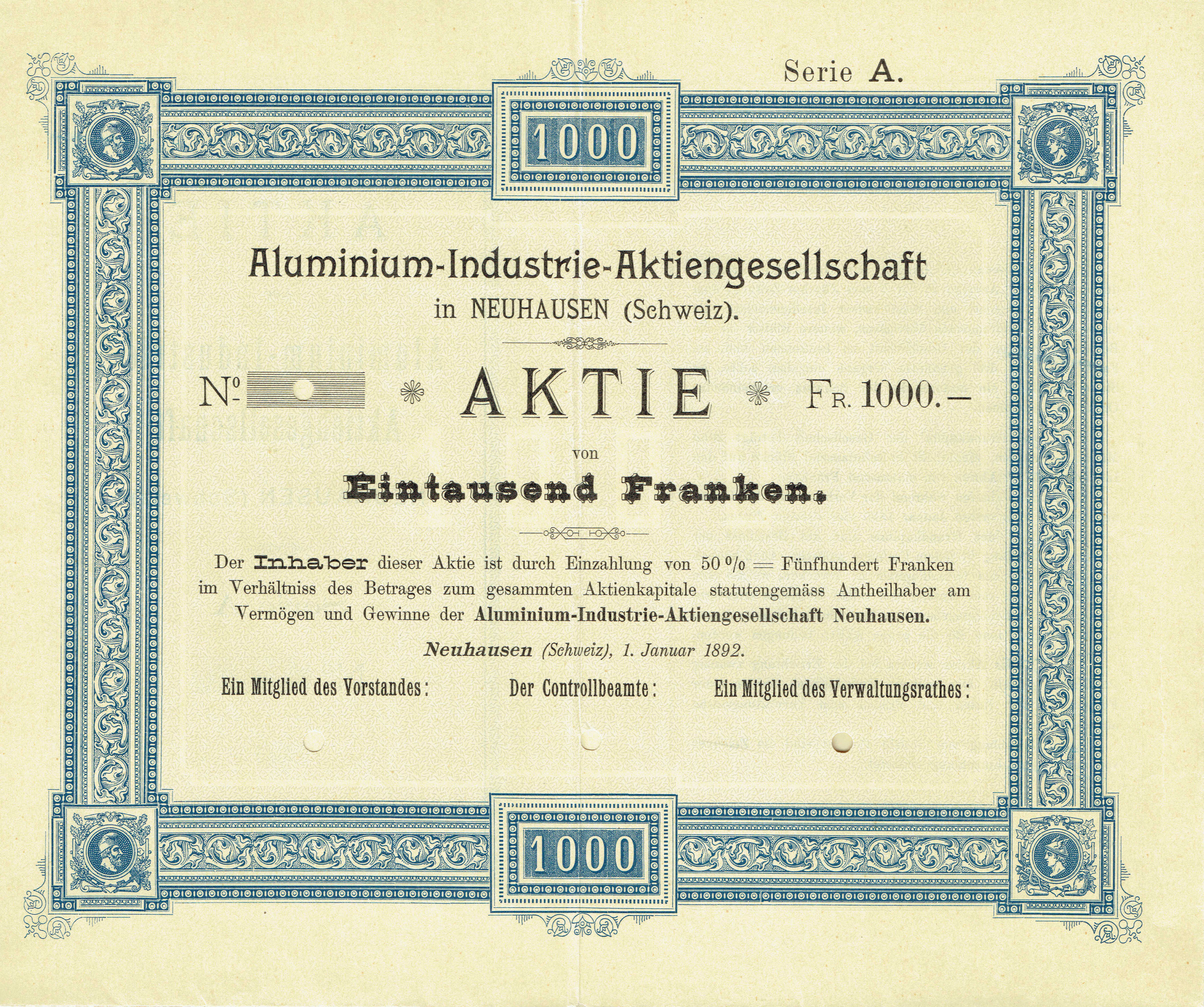
Gründeraktie der Aluminium-Industrie-AG vom 1. Januar 1892

### Anfänge
Die vier Hauptinitiatoren der Aluminiumhütte waren Gustave Naville, Georg Robert Neher, Peter Emil Huber-Werdmüller und Paul Louis Toussaint Héroult. Héroult erhielt im April 1886 das Patent für die Aluminium-Schmelzflusselektrolyse, welches er in das Unternehmen einbrachte. Peter Emil Huber-Werdmüller, Präsident der Maschinenfabrik Oerlikon, lieferte die Dynamomaschinen, um den enormen Strombedarf zu decken. Gustav Naville, Präsident von Escher, Wyss & Cie. in Zürich, war zu dieser Zeit führend im Turbinenbau. Die J. G. Nehers Söhne & Cie., vertreten durch Georg Robert Neher, besass die Nutzungsrechte für die Wasserkraft am Rheinfall und konnte die notwendigen Gebäude in Neuhausen am Rheinfall mit ihrem Eisenwerk im Laufen bereitstellen. Diese Eisenhütte war von 1694 bis 1771 und nach einem Unterbruch von 1810 bis 1850 in Betrieb und verhüttete Bohnerz aus dem Klettgau. Danach fungierte das Eisenwerk weiter als Giesserei, die Roheisen aus dem Hochofen von Plons im Sarganserland verarbeitete. In dieser Giesserei wurden die ersten Rohrfittinge gefertigt, deren Fertigung später von Georg Fischer AG übernommen wurde. Sie fertigte auch die Eisenbahnräder für den Eisenbahnwagenbau der Schweizerischen Industrie-Gesellschaft (SIG).

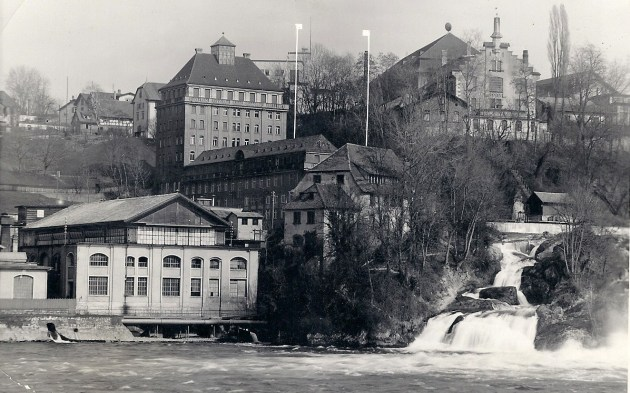
Aluminiumhütte der AIAG an der Laufengasse in Neuhausen am Rheinfall, ca. 1890

Aluminiumwerk Neuhausen, 1930

Die Initiatoren gründeten des Aluminiumhütte gründeten zusammen mit weiteren Aktionären am 31. Oktober 1887 die Schweizerische Metallurgische Gesellschaft. 1888 nahm sie im gepachteten Eisenhüttenwerk die Produktion auf. Um zu verhindern, dass das Unternehmen durch die Konkurrenz einer deutschen Aluminiumindustrie gefährdet wird, wurde in Zusammenarbeit mit der AEG die Aluminium-Industrie AG (AIAG) gegründet. An dieser Gesellschaft waren bedeutende deutsche Investoren beteiligt, darunter Georg von Siemens, Präsident der Deutschen Bank, Emil Rathenau, Gründer der AEG und Carl Fürstenberg, Berater und Geldgeber von Rathenau. Im zwölfköpfigen Verwaltungsrat sassen acht Deutsche, drei Schweizer und ein Österreicher.
Nachdem die Produktion in Neuhausen überaus erfolgreich gewesen war, expandierte die AIAG, und es folgten zwei weitere Werke, 1898 im deutschen Rheinfelden, heute Aluminium Rheinfelden, und 1899 im österreichischen Lend, heute Salzburger Aluminium AG. Um die Versorgung mit dem Rohmaterial für die Aluminiumherstellung zu sichern, erwarb die AIAG 1900 Bauxitgruben in Südfrankreich.

### Expansion ins Wallis
Bald stellte sich heraus, dass alle drei bestehenden Standorte für eine effiziente Aluminiumproduktion ungünstig waren, da die Wasserkraftwerke zu unstetig Strom lieferten und die Arbeitskräfte im Vergleich zu anderen Regionen zu teuer waren. Daher bereitete die AIAG ab 1905 die Verlegung der Produktionsstätte ins Wallis vor. Dies begann damit, dass sie Energieversorgung regelte, indem sie Wasserrechte der Navisence erwarb. Noch im selben Jahr begannen die drei Jahre dauernden Bauarbeiten für das neue Werk in Chippis. Das für die AIAG gebaute Wasserkraftwerk wurde 1952 zur Koordination der Wassernutzung im Val d’Anniviers in die Kraftwerke Gougra AG (KWG, französisch: Forces Motrices de la Gougra SA) integriert. Diese zu 54 % der Alpiq Holding gehörende Gesellschaft bewirtschaftet den Stausee Lac de Moiry, der die Gougra aufstaut, und die drei Kraftwerke, die das Wasser des Stausees verarbeiten.
Im Jahr 1908 wurde das neue Werk in Chippis planmässig eingeweiht. Trotz tiefen Lohnkosten blieb der erwartete Gewinn aufgrund der eher schwachen Nachfrage nach Aluminium vorerst aus. Dank dem Bau weiterer Kraftwerke zwischen 1911 und 1942 in Susten, Bramois, Turtmann, Oberems und Mörel war das langfristige Stromangebot gesichert. Nach dem Zweiten Weltkrieg wurde Energie auch von weiteren, neuen Stauwerken, wie zum Beispiel dem Moiry-Stauwerk, erworben.
Trotz der bis dahin einigermassen stabilen Wirtschaftsbilanz und dem gefestigten Hauptstandort in der Schweiz wurde mit der Zeit die Produktion auch wieder vermehrt ins Ausland verlagert, um auch dort Abnehmer der Produkte zu finden und den eigenen Verkaufsmarkt auszuweiten. Mit den besseren Transportmöglichkeiten wurden zunehmend ausländische Standorte interessant, und auch weil ausländische Arbeiter immer günstiger wurden. Um weitere Kosten zu sparen, wurden auch schon stillgelegte Werke im Ausland wieder in Betrieb genommen und teilweise erneuert.
Im Jahr 1929 eröffnete die AIAG ihr neues Walz- und Presswerk in Siders.

### Nachkriegszeit
1944 wurde das Werk in Neuhausen am Rheinfall in ein Forschungszentrum umgewandelt und ausgebaut. Im November 1973 übernahm die Alusuisse die Lonza AG, ein 1897 gegründetes Chemieunternehmen aus dem Wallis, das mit der Herstellung von Carbid begann und vor der Fusion das viertgrösste Chemieunternehmen der Schweiz war. Seit den 1920er Jahren war bekannt, dass die bei der Aluminiumproduktion entstehenden Fluorgase, die Umwelt schädigen würden. Es dauerte aber fast sechzig Jahre bis die Alusuisse bereit war, den Fluorausstoss massiv zu reduzieren. Diese sogenannten «Fluorkriege» wurden von einer 1970 von Aprikosen- und Weinbauern, sowie von Viehaltern und Waldbesitzern aus Saxon und Umgebung gegründeten Bürgerinitiative, der Association de défense contre les émanations nocives des usines (Verein zum Schutz gegen den schädlichen Ausstoss der Fabriken), ab dem Ernteausfall von 1975 intensiviert. Sie bauten Druck auf die Walliser Regierung auf und erreichten eine Lösung des Konflikts.
In den 1980er-Jahren folgte ein Umdenken. Es wurden Arbeitsplätze abgebaut, alte Elektrolyse-Werke geschlossen, die Anlagen für Zwischenproduktion modernisiert und in Verpackungsbereiche erweitert. Im Verpackungsbereich übernahm die Alusuisse 1994 die kanadische Firma Lawson Mardon.
1990 wurde die Schweizerische Aluminium AG in Alusuisse-Lonza Holding AG umbenannt und erhielt ein neues Schriftlogo A-L. Die Walliser Werke Chippis, Sierre und Steg wurden in die Gesellschaft Alusuisse Schweizerische Aluminium AG mit Sitz in Sierre ausgelagert, der Rohstoffhandel an die Alusuisse-Lonza Trading AG übergeben und die Konzernstäbe in die Alusuisse-Lonza Services AG eingebracht, beide mit Sitz in Zürich. 1996 wurde der Chemieteil abgespaltet und die Alusuisse-Lonza Holding AG in Alusuisse Trading AG umbenannt.
Im Jahr 1997 beschäftigte die Alusuisse-Lonza-Gruppe weltweit über 30'000 Mitarbeiter. Im Frühjahr 1998 gab sich das Unternehmen die neue Firma Algroup. Im Jahr 2000 folgte die Fusion mit dem kanadischen Unternehmen Alcan, das wiederum 2007 in dem Unternehmen Rio Tinto Alcan aufging.

## Arbeitskräfte
- 1917: 1700 Arbeiter
- 1942: mehr als 3500
- Seit 1970: ca. 2000

Von Anfang an war die AIAG einer der wichtigsten Arbeitgeber im Wallis, was die Zahlen der beschäftigten Arbeiter der Aluminiumhütte von 1917 bis Ende 20. Jahrhundert verdeutlichen.
Die Arbeiterzahl sank nach dem Zweiten Weltkrieg aufgrund modernerer Produktionsmethoden sowie der erneuten Produktionsauslagerung ins Ausland. Zum Vergleich: Noch im Jahr 1936 beschäftigte die AIAG ausserhalb der Schweiz fast 12'000 Arbeiter.